# Diglossa gloriosissima
El pinchaflor ventrirrufo, diglosa pechirrufa, picaflor pechirrufo o diglosa gloriosísima (Diglossa gloriosissima) es una especie de ave paseriforme de la familia Thraupidae, perteneciente al numeroso género Diglossa. Es endémica de los Andes de Colombia.

## Distribución y hábitat
Se distribuye de forma muy fragmentada y local por los Andes occidentales de Colombia, desde Antioquia hasta Cauca.
Esta especie es muy localizada en sus hábitats naturales; el bosque enano y los matorrales húmedos o semihúmedos, cerca del borde del páramo, en altitudes entre los 3000 y 3800 m.

## Estado de conservación

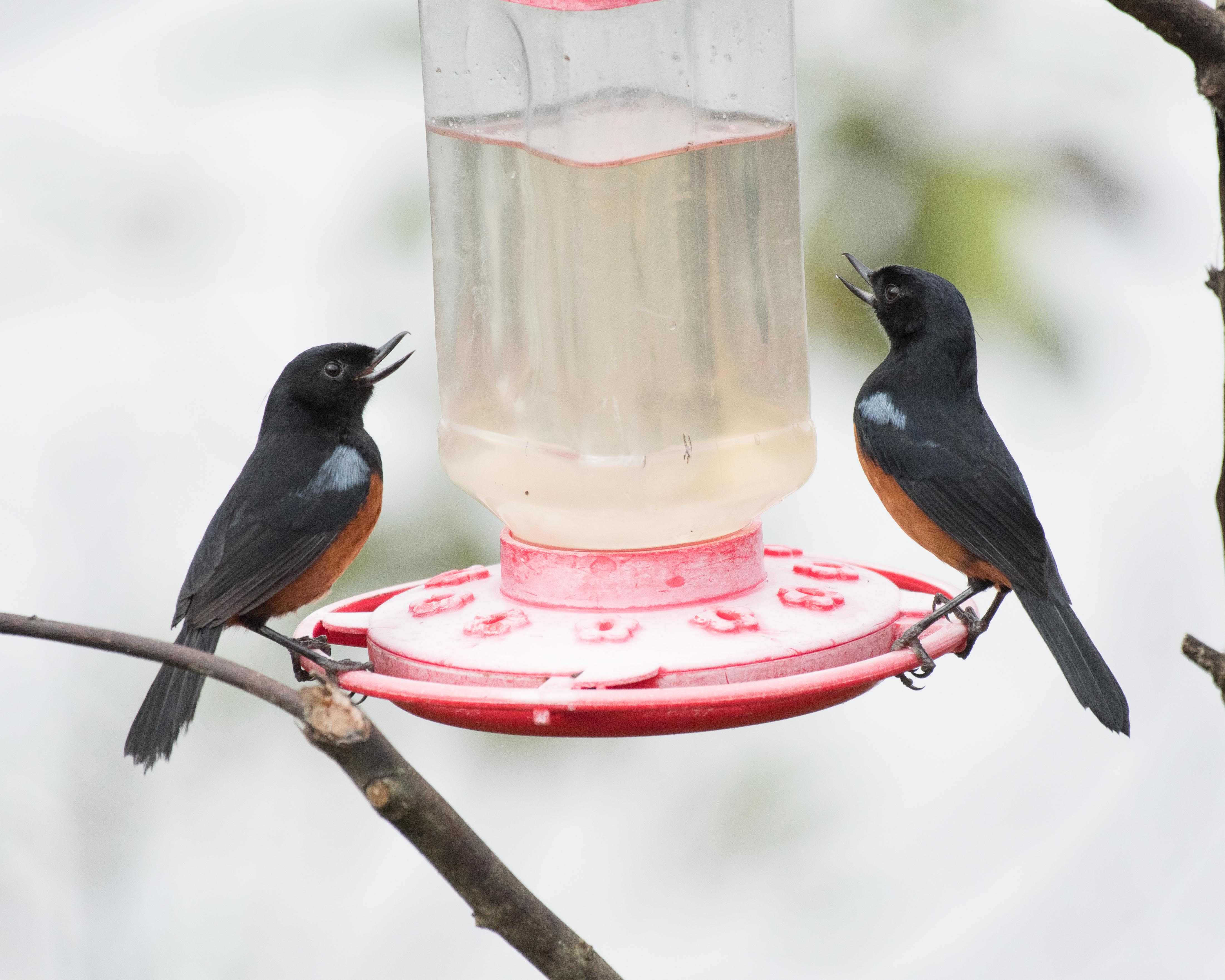
Diglossa gloriosissima

Hasta el año 2017, el pinchaflor ventrirrufo era calificado como amenazado de extinción por la Unión Internacional para la Conservación de la Naturaleza (IUCN); sin embargo, después de no haber sido observado por 40 años, ha sido redescubierto, con registros en varias nuevas localidades. Su población es reducida, estimada entre 1800 y 10 000 individuos maduros, y su zona de distribución conocida es pequeña y con la calidad del hábitat en declinio. A pesar de eses factores, la especie parece tolerar alguna degradación del hábitat y no hay evidencias de decadencia de la población, por lo tanto se lo ha re-calificado como casi amenazado.

## Descripción
Mide en promedio 15 cm de longitud. El pico es negro y tiene punta en forma de gancho. Los ojos son oscuros. La mayoría del plumaje de las partes superiores, las alas, y la garganta, es negro brillante; el pecho y el vientre son de color castaño rojizo rufo. En el macho los hombros son de color azul grisáceo y la grupa está teñida de color gris pizarra; en la hembra la grupa es de color azul grisáceo , mientras que los parches de hombro son más grises.

## Alimentación
Se alimenta del néctar de flores de Melastomataceae y Ericaceae, incluso de corola estrecha, a las cuales perfora lateralmente.

## Sistemática

### Descripción original
La especie D. gloriosissima fue descrita por primera vez por el ornitólogo estadounidense Frank Michler Chapman en 1912 bajo el mismo nombre científico; su localidad tipo es: «Andes, a oeste de Popayán, 10 340 pies [c. 3150 m], Cauca, Colombia», el holotipo se encuentra depositado en el Museo Americano de Historia Natural bajo el número AMNH 110078.

### Etimología
El nombre genérico femenino Diglossa proviene del griego «diglōssos» que significa de lengua doble, que habla dos idiomas; y el nombre de la especie «gloriosissima» proviene del latín  «gloriosissimus»: la más gloriosa, superlativo de «gloriosus»: gloriosa.

### Taxonomía
Es monotípica. Los amplios estudios filogenéticos recientes demuestran que la presente especie es hermana de Diglossa lafresnayii, y el par formado por ambas es hermano de Diglossa mystacalis.